# 乌恰贝母
乌恰贝母（学名：Fritillaria ferganensis），为百合科贝母属下的一个种。